# 1-es busz (Újszász)
Az újszászi 1-es jelzésű autóbusz a Kastélyotthon és a Nagy út (Vágóhíd út) között közlekedik tanítási napokon. A járatot Újszász Város Önkormányzata megrendelésére a Volánbusz üzemelteti.

## Útvonala
| Nagy út (Vágóhíd út) felé | Kastélyotthon felé |
| --- | --- |
| Kastélyotthon – Abonyi út – Csillag utca – Tél utca – Nap utca – Ady Endre utca – Iskola utca – Gyöngyvirág utca – Vasút út – Abonyi út – Erkel Ferenc utca – Attila utca – Baross utca – Dózsa György utca – Szabadság tér – Bajcsy-Zsilinszky utca – Nagy út – Nagy út (Vágóhíd út) | Nagy út (Vágóhíd út) – Nagy út – Bajcsy-Zsilinszky utca – Szabadság tér – Dózsa György utca – Baross utca – Attila utca – Erkel Ferenc utca – Abonyi út – Vasút út – Gyöngyvirág utca – Iskola utca – Ady Endre utca – Nap utca – Tél utca – Csillag utca – Abonyi út – Kastélyotthon |

## Megállóhelyei
| 1 (Kastélyotthon – Nagy út (Vágóhíd út)) |                                     |          |                                                          |                                     |
| Perc (↓)                                 | Megállóhely                         | Perc (↑) | Megállóhelyet érintő járatok                             | Fontosabb létesítmények             |
| 0                                        | Kastélyotthon végállomás            | 18       | 1A 531                                                   | Kastélyotthon                       |
| 1                                        | Csillag utca 17. (Galamb utca)      | 17       |                                                          |                                     |
| 2                                        | Csillag utca 47. (Tavasz utca)      | 16       |                                                          |                                     |
| 3                                        | Nap utca vége                       | 15       |                                                          |                                     |
| 4                                        | Nap utca (Tambura utca)             | 14       |                                                          |                                     |
| 5                                        | Nap utca (Táncsics utca)            | 13       |                                                          |                                     |
| 6                                        | Ady Endre utca 47. (Nefelejcs utca) | 12       |                                                          |                                     |
| 7                                        | Ady Endre utca 41. (Pacsirta utca)  | 11       |                                                          |                                     |
| 8                                        | Kertvárosi iskola                   | 10       |                                                          |                                     |
| 12                                       | Erkel Ferenc utca                   | 6        |                                                          |                                     |
| 13                                       | Újszász, vasútállomás               | 5        | 1A, 2A, 3 531 S60 G60 Z60 S820 gyorsvonat, expresszvonat | Újszász                             |
| 14                                       | Újszász, gimnázium                  | 4        | 1A, 2A, 3 531                                            | Rózsa Imre Középiskola és Kollégium |
| 15                                       | Újszász, ABC                        | 3        | 1A, 2A, 3 531                                            |                                     |
| 16                                       | Bajcsy-Zsilinszky úti óvoda         | 2        | 2A                                                       |                                     |
| 17                                       | Nagy út (Bocskai út)                | 1        |                                                          |                                     |
| 18                                       | Nagy út (Vágóhíd út) végállomás     | 0        | 2A                                                       |                                     |

## Külső hivatkozások
- A Középkelet-magyarországi Közlekedési Központ weboldala. [2016. augusztus 26-i dátummal az eredetiből archiválva]. (Hozzáférés: 2017. április 11.)
- 1-es busz útvonala és megállói. (Hozzáférés: 2017. április 11.)